# Skånefruar
Skånefruar är ett svenskt realityprogram från 2010. Serien följer fem färgstarka, skånska kvinnor och deras liv, arbetsliv och familjer. Premiär på Kanal 5 den 8 september 2010.